# Wu (Sprache)
Wu (chinesisch 吳語 / 吴语, Pinyin Wúyǔ), auch Wu-Yue (吳越語 / 吴越语,  Wúyuèyǔ) genannt, ist eine chinesische Sprache, die in der Volksrepublik China um die Mündung des Jangtsekiang herum gesprochen wird. Wu wird von etwa 77 Millionen Menschen gesprochen. Zusammen mit den anderen chinesischen Sprachen wird die chinesische Schrift als Schriftsprache genutzt.
Chinesische Sprachwissenschaftler und die meisten westlichen Sinologen betrachten Wu als eine Gruppe von Dialekten (方言,  fāngyán – „Regionalsprache“) der chinesischen Sprache. Als repräsentative Vertreter dieser Gruppe werden in der Regel die Dialekte von Suzhou und Wenzhou herangezogen.
Ein weiterer bekannter Wu-Dialekt ist Shanghaiisch, das jedoch durch die Zuwanderung von Sprechern anderer Dialekte insbesondere aus historisch-phonologischer Sicht schwieriger zu analysieren ist als andere Wu-Dialekte.

Geographische Verbreitung der chinesischen Sprachen

## Sprachgeographie
Die Wu-Dialekte werden vor allem in Zhejiang, Shanghai und Jiangsu gesprochen.
Die Wu-Dialekte werden meist in sechs Regionen eingeteilt:
- Tàihú 太湖: Süd-Jiangsu und Nord-Zhejiang; dazu gehören die Dialekte von Shanghai, Suzhou, Changzhou, Hangzhou, Ningbo und Shaoxing.
- Tāizhōu 台州 (in Zhejiang)
- Dōng'ōu 東甌 / 东瓯: Wenzhou (Zhejiang)
- Wùzhōu 婺州: in und um Jinhua (Zhejiang)
- Chùqú 处衢: in und um Lishui und Quzhou (Zhejiang)
- Xuānzhōu 宣州: in und um Xuancheng (Anhui)

## Phonologie
Die meisten Wu-Dialekte haben die drei Reihen der Verschlusslaute aus dem Mittelchinesischen bewahrt – stimmlos nicht aspiriert, stimmlos aspiriert, stimmhaft (z. B. p, pʰ, b) –, während viele anderen Dialekte keine stimmhaften Verschlusslaute mehr haben. Der Großteil der Wu-Dialekte haben sieben oder acht Töne; der Dialekt von Shanghai mit nur fünf Tönen ist hier eine bedeutende Ausnahme.

## Wortschatz
Grammatische Hilfswörter (Partikel und Suffixe) unterscheiden sich stark vom Hochchinesischen. Die Reihenfolge der Morpheme bei der Wortbildung ist im Vergleich zum Hochchinesischen häufig umgekehrt. Ein auffallendes Merkmal der Wu-Dialekte ist die Verwendung des Personalpronomens nong (儂 / 侬,  nóng) für die zweite Person Singular, statt wie beim Hochchinesisch ni (你,  nǐ).

## Grammatik
In den Wu-Dialekten gibt es eine Tendenz zur Satzstellung Subjekt-Objekt-Verb.